# Mutsu (cuirassé)
Pour les articles homonymes, voir Mutsu.
 (mars 2009).
Si vous disposez d'ouvrages ou d'articles de référence ou si vous connaissez des sites web de qualité traitant du thème abordé ici, merci de compléter l'article en donnant les références utiles à sa vérifiabilité et en les liant à la section « Notes et références ».
Le Mutsu (陸奥, du nom de la province de Mutsu) fut le second cuirassé de la classe Nagato, commencé à la base maritime de Yokosuka le 1er juin 1918, lancé le 31 mai 1920 et achevé le 24 octobre 1921.

## Conception

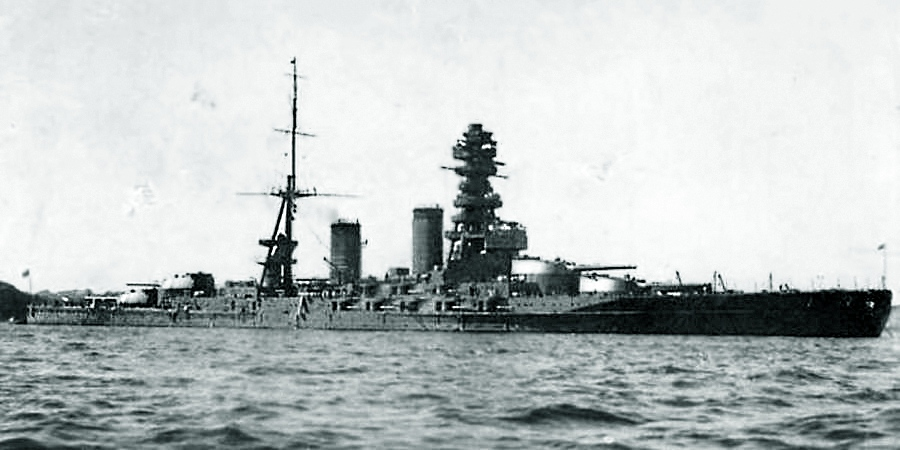
Le Mutsu à l'ancre, quelque temps après sa construction

## Historique

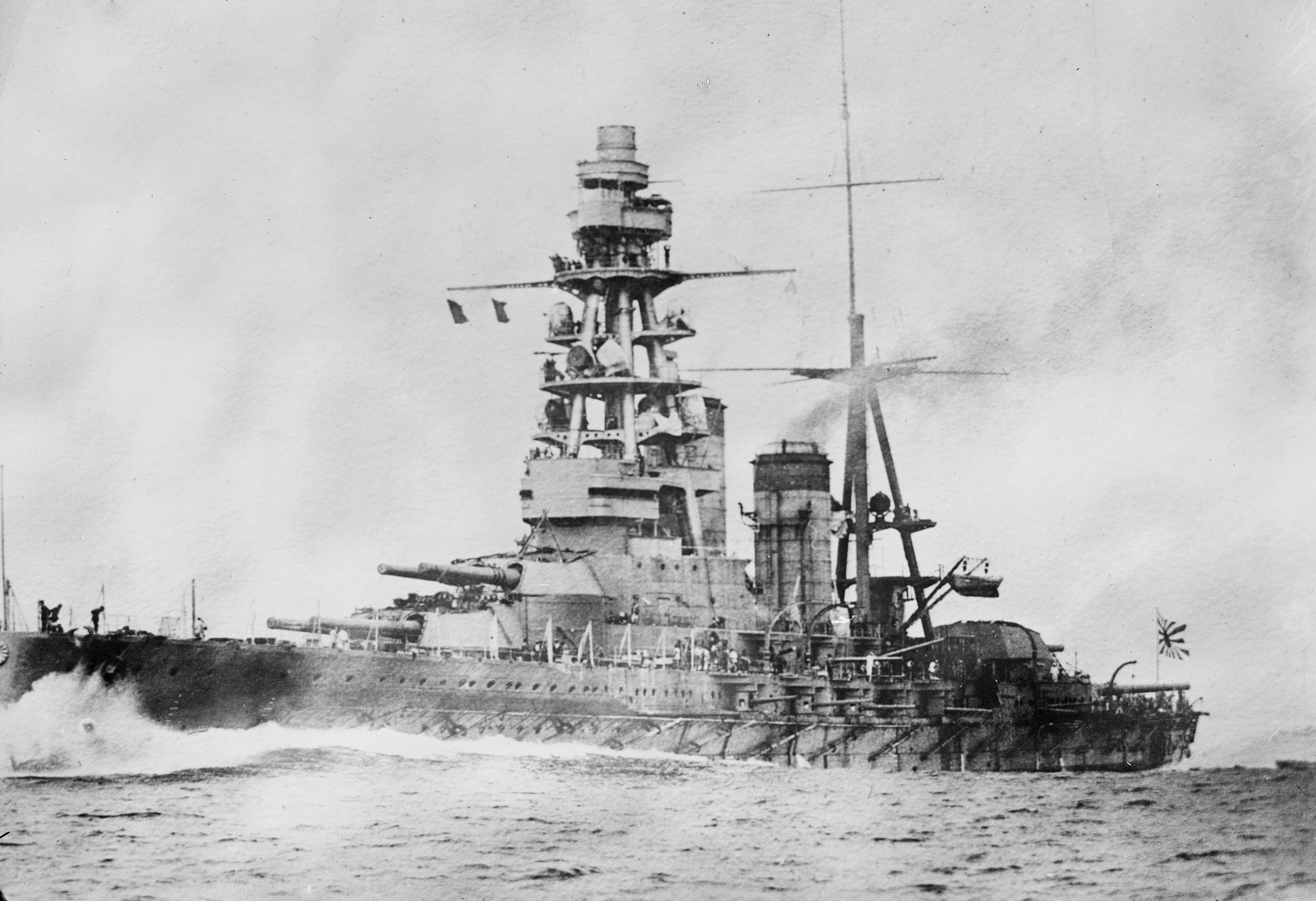
Le Mutsu.

En juin 1942, le Mutsu vogua vers Midway avec le Yamato (le navire amiral), le Nagato, le Hōshō, le Sendai, neuf destroyers ainsi que quatre navires auxiliaires afin de constituer le corps de bataille de l'amiral Isoroku Yamamoto.
Cependant il n'eut pas l'occasion de s'illustrer au combat.

### Le naufrage
Le 8 juin 1943, à 3 km de l'actuel mémorial du Mutsu sur l'île d'Oshima, le Mutsu fut victime d'une terrible explosion dans la soute à munitions numéro 3. Bien que les raisons de l'explosion ne furent jamais éclaircies, le gouvernement japonais en déduisit qu'elles étaient dues à un membre d'équipage. L'explosion fut si puissante qu'elle déchira la poupe à partir de la tourelle 3, provoquant une forte voie d'eau dans la salle des chaudières et la salle des machines principale. La section avant de 76 mètres gîta à bâbord, puis coula presque instantanément, entraînant la mort de plus de 1 100 officiers, soldats et marins. Parmi ceux-ci se trouvaient 140 cadets et instructeurs d'un groupe d'entraînement de l'aviation qui avait pris place à bord afin de se familiariser à la vie en mer. La poupe se retourna et flotta encore pendant près de douze heures avant de sombrer à son tour et d'aller rejoindre le fond de l'océan à une centaine de mètres du reste de l'épave. À peine 350 survivants furent secourus.
La flotte impériale fut rapidement mobilisée afin de combler la petite baie à la recherche de navires ennemis, mais tous les sous-marins revinrent bredouilles. Après une vaine tentative, les projets de renflouage du Mutsu furent abandonnés. 580 tonnes de carburant sont pompées en juillet et les munitions récupérées. Le Mutsu resta alors intouché pendant 25 ans.

### L'épave

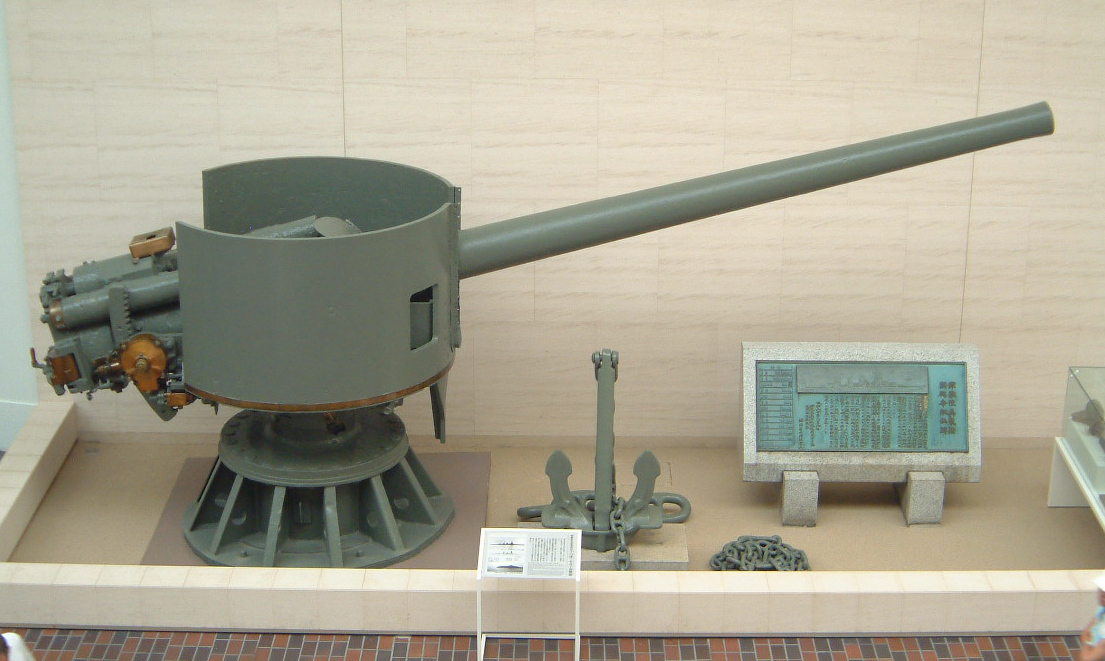
Un canon de 140 mm Type 3 du Mutsu au musée Yūshūkan.

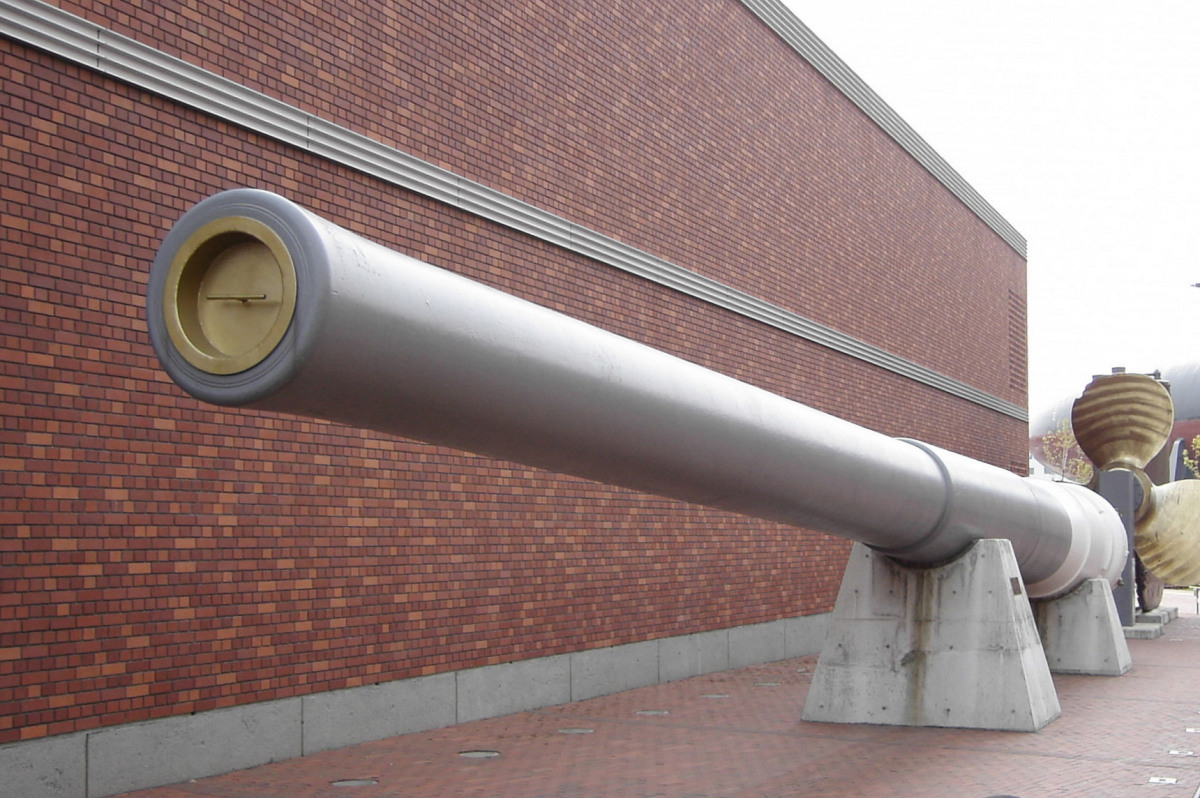
Un canon de 410 mm du Mutsu à l'extérieur du musée Yamato à Kure, Japon. À l'arrière on aperçoit également une hélice du Mutsu

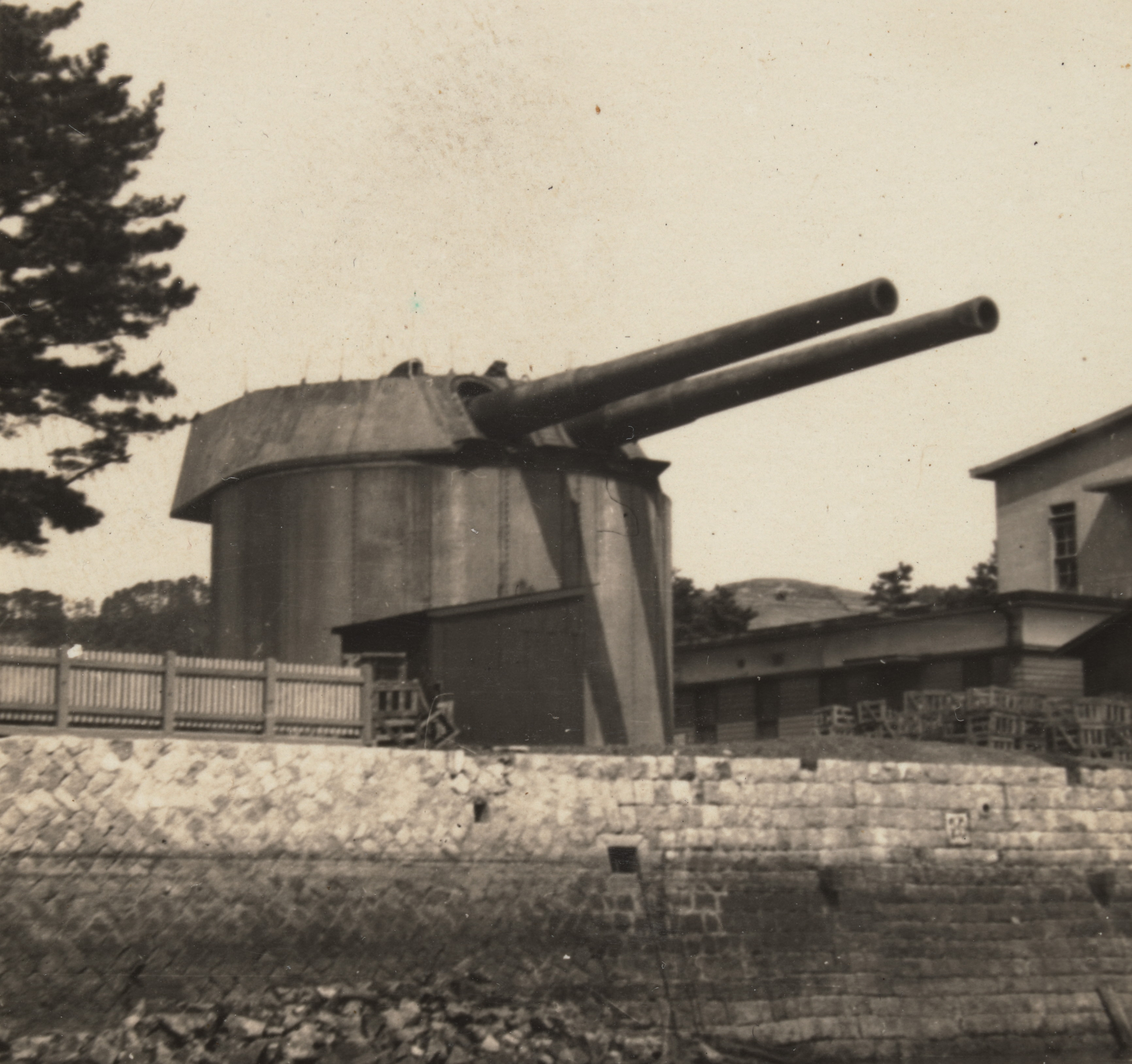
Tourelle no 4 du Mutsu à l'Académie navale impériale, Eta Jima, 1947

L'épave fut ensuite sujette à de nombreuses opérations d'exploration entre 1970 et 1978. Une grande partie de la proue ainsi que les ancres, le gouvernail, des canons de 410 mm, des vis, une section entière de la poupe et la tourelle numéro 4 furent ainsi renfloués. Plusieurs répliques sont visibles aujourd'hui au Musée du Mémorial du Mutsu à Towa Chō. La tourelle numéro 4 est exposée à l'ancienne Académie navale d'Etajima, un des canons de 140 mm est visible au musée Yūshūkan à Tokyo. Un premier canon de 410 mm est en exposition au Musée des sciences maritimes, Shinagawa-ku, Tokyo. Un second est visible à l'extérieur du musée Yamato à Kure. On peut y voir aussi une de ses hélices.
De nos jours, les restes de l'épave du cuirassé reposent à 40 mètres de profondeur. Le point le plus proche de la surface se trouve à 16,5 mètres de la surface et peut être facilement repéré grâce au sonar.
Quelques passionnés continuent de visiter l'épave et la photographient avant sa disparition définitive.